# جان ایوانز (بازیکن فوتبال، زاده ۱۹۴۱)
جان ایوانز (انگلیسی: John Evans؛ زادهٔ ۲۴ مارس ۱۹۴۱) بازیکن فوتبال اهل بریتانیا است.